# Sigalit Landau

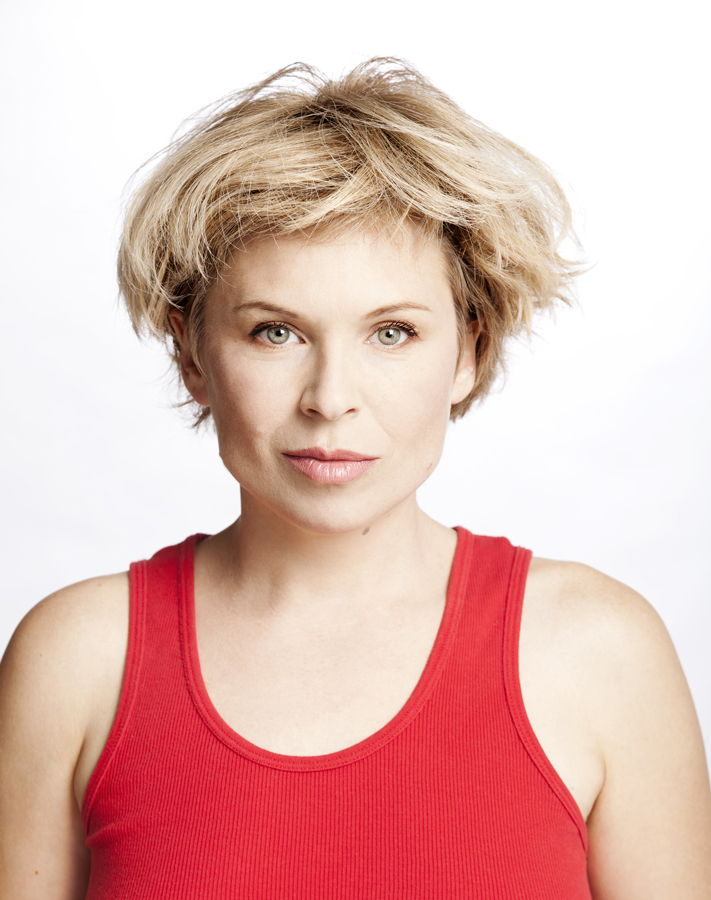
Sigalit Landau (2011)

Sigalit Landau (* 22. Dezember 1969 in Jerusalem) ist eine israelische Bildhauerin, Videokünstlerin und Installationskünstlerin.

## Leben und Werk

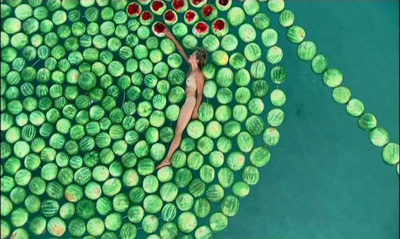
B05 0711~Sigalit Landau Dead Sea

Landau lebte als Kind mehrere Jahre in Philadelphia und London und wuchs zweisprachig auf. Sie studierte zwischen 1990 und 1995 an der Bezalel Academy of Arts and Design und machte ein Austauschsemester an der Cooper Union. Nach dem Studienabschluss verbrachte sie mehrere Jahre in London. Derzeit lebt sie in Tel Aviv.
Ihre komplexen Werke sprechen eine Reihe von sozialen, humanitären und ökologischen Fragen an, aber auch den alltäglichen Überlebenskampf und die Suche nach Identität. Sie greift historische sowie aktuelle Bezüge auf. Gewalt und Unterdrückung, Obdachlosigkeit, Vertreibung, die Beziehungen zwischen Opfer und Täter, zwischen Zerfall und Wachstum sind wiederkehrende Themen. Oft spielt der menschliche Körper eine Rolle, sie arbeitet häufig mit ihrem eigenen Körper.
Somnanbulin/Bauchaus ist eine Performance, die zwischen 2000 und 2004 stattfand. Landau reiste mit einem zu einer Musicbox umgebauten Fahrmischer und verteilte Eis am Stil. Das Eis bezieht sich auf das Märchen Das kleine Mädchen mit den Schwefelhölzern von Hans Christian Andersen. 
DeadSee von 2005 ist ein Video. Zu sehen sind dutzende von aufgereihten Wassermelonen, die als Spirale im Wasser treiben. Bei manchen ist das Fruchtfleisch sichtbar. Sigalit Landau treibt inmitten der Melonen, während die Spirale langsam auseinandergezogen wird. Das Tote Meer spielt in ihren Arbeiten immer wieder eine Rolle, sowohl als Ort als auch als Symbol, z. B. in der Bilderserie "Salt Bride" von 2016, mit der sie die Verwandlung eines nachgeschneiderten Mantels der Lea aus Salomon An-skis Stück "Der Dibbuk" in eine Salzstruktur darstellt.
Landau erhielt zahlreiche Auszeichnungen. Sie stellt vorwiegend in Deutschland, den USA, Israel und Frankreich aus.

## Ausstellungen (Auswahl)
- 1997: 47. Biennale di Venezia, Venedig
- 1997: Resident Alien documenta X, Kassel
- 2005: Armory Show, New York
- 2008: Museum of Modern Art, New York
- 2011: 54. Biennale di Venezia, Venedig
- 2011: lichtsicht, Bad Rothenfelde
- 2019: Salt Years Museum der Moderne Salzburg, Salzburg